# 蒙古马兰
蒙古马兰（学名：Kalimeris mongolica）为菊科马兰属的植物，为中国的特有植物。分布在中国大陆的河南、吉林、山西、四川、内蒙古、山东、宁夏、辽宁、陕西、河北、甘肃等地，生长于海拔700米至1,500米的地区，一般生长在灌丛、山坡以及田边，目前尚未由人工引种栽培。
种名mongolica意为蒙古的。